# 개벽 (잡지)
개벽(開闢)은 1920년대 천도교에서 천도교 청년회의 기관잡지로 발행된 잡지이다.1920년 6월 발행된 창간호와 임시호가 압수당하면서 호외로 창간호가 간행되었고, 이후 수십 차례의 발행 금지 속에 정기적으로 간행되다가 1926년 8월 통권 72호로 폐간되었다.
3·1 운동 이후 일제의 소위 문화정치에 의해 신문지법으로 잡지 발행이 가능해졌다. 당시의 잡지 중에서 《개벽》은 가장 많은 탄압을 받았으나 꾸준히 신문화 운동의 중추적인 역할을 다했다. 당시 문예면은 계급주의적 경향 문학의 대표인 박영희·김기진 등이 담당했다.

## 배경
3·1 운동 이후 천도교는 근대종교로서 구체적 위상을 구축하고자 하였고, 1919년 9월 천도교청년교리강연부가 창립되었다. 대종사장 정광조는 서대문 감옥에서 복역중이던 교주 손병희와 의논하여 교리의 연구 선전과 조선 신문화의 향상발전을 위해 노력하기로 하였다. 교리연구부는 1920년 4월 천도교청년회로 이름을 바꾸고 본격적인 활동을 시작했다. 사업 내용은 지방조직 건설, 순회강연회를 통한 교세 확장, 출판사업 등 세 가지였다. 이 과정에서 개벽이 창간되었는데, 이돈화, 이두성, 방정환, 박달성은 개벽 간행의 중심 인물이였다. 천도교에서는 개벽을 종교적 선전도구로 활용하지 않고, 사회적 공공매체로 성장시키고 여론의 구심력을 확보코자 노력했다.
哲人(철인)은 말하되 다수 인민의 聲(성)은 곳 신의 聲(성)이라 하엿나니 신은 스스로 요구가 없는지라. 인민의 소리에 應(응)하야 其(기) 요구를 발표하난 것이오, 신은 스스로 渴仰(갈앙)이 없는지라. 인민의 소리에 응하야 또한 기 渴仰(갈앙)을 나타내는 것이라. 다수 인민의 갈앙하고 且(차) 요구하는 소리는 곳 신의 갈앙하고 요구하는 소리니 이 곳 세계 개벽의 소리로다. …인민의 소리는 이 개벽에 말미암아 더욱 커지고 넓어지고 철저하여지리라. 오호라 인류의 출생 수십 만 년의 오늘날, 처음으로 이 개벽 잡지가 나게 됨이 어찌 우연이라.— 개벽 창간사 1920년 6월

## 성장
개벽은 일관된 정치지향과 현실참여 태도를 보였다. 총 72회가 간행되는 동안 수없이 이루어진 개벽에 대한 탄압은 개벽이 1920년대 사회 모순의 중심에 서있었다는 점이다. 천도교 청년회에서 원래 신문을 창간하려다 여의치 않자 종합잡지를 창간하게 된 것이다. 개벽의 강력한 정치성에 의해 야기된 식민체제 탄압은 역으로 개벽의 사회적 비중을 극단적으로 확대했다. 창간 후 얼마지나지 않아 개벽은 식민지사회 비판적 공론장의 구심체가 되었다. 개벽의 판매량은 전성기 때 일 만부에 달했다.
아-풍운! 아- 霹靂(벽력)!!/ 모래가 날리고 돍이 닷도다/ 나무가 부러지며 풀이 쓸어지도다/ 아-黑天地(흑천지)로다 修羅場(수라장)이로다/ 天(천)의 惡(악)이냐? 世(세)의 罪(죄)이냐?/ 아니 이것이 混沌(혼돈)이 아닌가?/ 아-銃創(총창)! 아-殺到(살도)!!/ 머리가 떨어지고 다리가 끈혀지도다/. 이놈도 거꿀어지고 저놈도 잣바지도다/ 아-와텔루로다 아 垓下野(해하야)로다/ 生(생)을 爲(위)함이냐?/ 아니 이것이 翻覆(번복)이 아닌가?/ 새바람이 일도다 한 빛이 빛이도다/ 왼 세계는 燦爛(찬란)한 光(광)의 세계로다/ 평화의 소리가 높도다 개조를 부르짖도다/ 왼 인류는 新鮮(신선)한 自由(자유)의 人類(인류)로다/ 운이 來(내)함이냐? 時(시)가 到(도)함이냐?/ 아니 이것이 開闢(개벽)이로다.— 창간호 권두시

## 내용
- 문학(37.9%)
- 정치기사(14.9%)[3]

## 참여작가
전반기 문화부장은 인쇄소 사장이였던 현희운(현철)이였고, 후반기는 박영희가 맡았다. 작가는 폐허 동인, 백조 동인 등 사회주의적 작가들이 많이 참여했다.

### 소설
현진건, 염상섭, 방정환, 변영로, 김동인, 김명순, 나도향, 주요섭, 민태원, 박영희, 이익상, 이기영, 김기진, 박종화, 조명희, 송영, 최서혜, 최승일, 유완희

### 시
김형원, 김억, 김소월, 황석우, 노자영, 방정환, 김명순, 주요한, 오상순, 신태악, 이상화, 김동명, 김창술, 김기진, 이은상, 조명희

### 이론
김억, 현철, 양건식, 임노월, 이광수, 염상섭, 운정생, 김기진, 박영희, 이상화, 박종화, 김소월

### 비평
현철, 항석우, 김유방, 이익상, 박종화, 박영희, 김기진, 이상화, 염상섭, 임정재, 현진건, 김억

### 희곡
현철, 김유방, 박영희, 김영팔, 조명희, 김운정, 염상섭

## 폐간
1926년 8월 개벽의 폐간은 6.10 만세운동에서 천도교와 사회주의가 연합하여 활동했다는 점과 표면적으로는 개벽 72호에 실린 사회주의 관계 논설인 박춘우의 “모스코에 신설된 국제농학원” 때문이였다.
개벽의 폐간 이후 사회주의 문학의 거점은 조선지광으로 이전되었다.

## 같이 보기
- 청춘
- 폐허